# Карен Мюлдер
Ка́рен Мю́лдер (нід. Karen Mulder; нар. 1 червня 1970 року, Влардинген, Нідерланди) — нідерландська супермодель та співачка.

## Біографія
Народилася 1 липня 1970 року під Влардингеном, Нідерланди. Її батько, Бен Мюлдер, працював податковим інспектором, а мати, Марейке, секретаркою. У Карен є молодша сестра Саскія.
У 1985 році родина вирушила в подорож на південь Франції, де Карен побачила оголошення про конкурс Elite Model Management «Look of the Year» в Ніцці й вирішила взяти участь. Вона виграла національний тур конкурсу в Нідерландах і зайняла друге місце у фінальному турі.

## Кар'єра
Карен Мюлдер з'являлася на обкладинках журналів моди, таких як «Harper's Bazaar», «Vogue», «Cosmopolitan», «Glamour», і «ELLE». 
Брала участь у рекламних компаніях «Calvin Klein», «Celine», «Cerruti 1881», «Chloe», «Christian Dior», «Escada», «Garnier», «Genny», «Armani», «Guess», «Jean Paul Gaultier», «Lanvin», «Nivea», «Ralph Lauren», «Swarovski», «Valentino», «Versace» і «Yves Saint Laurent». 
Працювала на подіумі для «Givenchy», «Chanel», «Christian Lacroix», «Nina Ricci», «Balmain», «Fendi», і «Gianfranco Ferrè». 
Її фотографували найзнаменитіші фотографи моди: Пітер Ліндберг (Peter Lindbergh), Патрік Демаршелье (Patrick Demarchelier), Брюс Вебер (Bruce Weber), Марко Главіано (Marco Glaviano), Гельмут Ньютон (Helmut Newton), Стівен Майзел (Steven Meisel), Ірвін Пенн (Irving Penn), Артур Елгорт (Arthur Elgort).
Також була однією з «ангелів» Victoria's Secret.

## Особисте життя
У 2001 році Мюлдер з'явилася на перших сторінках газет багатьох країнах після зізнання на Тьєррі Ардіссона (французьке ТБ), що її не раз ґвалтували люди з вищого керівництва модельного агентства «Elite», а також деякі «відомі особи». Також вона розповіла, що її батько теж її зґвалтував. З батьком вона не спілкується понині, як і з сестрою Саскією.
Мюлдер була одружена з фотографом Рене Босне, тривалий час жила з Жан-Івом Ле фюр. Також мала роман з колумбійським плейбоєм Хуліо Санто Домінго.
30 жовтня 2006 року народила дочку Анну.